# Reserva de la biosfera Gerês-Xurés
La reserva de la biosfera transfronteriza Gerês-Xurés (en gallego, reserva da biosfera transfronteiriza Gerês-Xurés; en portugués, reserva da biosfera transfronteiriça Gerês-Xurés) es la reserva de la biosfera gallego-portuguesa de 260 hectáreas de afluentes del río Limia, como el Vez, Homen e o Cávado, a su paso por las sierras de Jurés, de Quinxo y de Santa Eufemia. Abarca los municipios gallegos orensanos de la Limia y Baja Limia y los municipios portugueses miñotos y trasmontanos, de Viana do Castelo, Braga y Vila Real. Es un espacio de montaña granítica, con picos como la Nevosa y la Fontefría, y de abundantes ríos que discurren casi de un modo rectilíneo. Dentro de la reserva se hallan el parque nacional de Peneda-Gerez y el parque natural de la Baja Limia y Sierra del Jurés. De hecho, esta reserva de la biosfera tiene un 24% de su área en la zona gallega y de un total de 260 mil ha. que están catalogadas como zonas núcleo, de máxima importancia de conservación.

## Ecosistema

### Flora
La flora catalogada en la reserva de la biosfera cuenta con 807 especies. 117 especies son endemismos del noreste peninsular. La flora vascular de interés de conservación incluye a especies como Armeria sampaioi y Ceratocapnos claviculat. Destaca el catálogo de 317 especies de briófitos, de los cuales 227 son musgos y 90 hepáticas.

### Fauna
La fauna de invertebrados catalogados en la reserva es de 1196 especies y de vertebrados de 235 especies. Algunas especies como la serpiente Coronella girondica, el mochuelo Bubo bubo, o las ginetas Genetta genetta son abundantes.

## Sociedad y economía

### Demografía
En la reserva viven alrededor de 126 mil personas. Las zonas menos pobladas son las zonas de montaña, que son la zona núcleo del espacio. Por el contrario, la mayor parte de la población habita en lugares de praderas y riberas, en zonas de riparias y de clasificadas cómo zonas de transición en la reserva.

### Patrimonio histórico
Los lugares de mayor interés histórico se hallan en la franja gallega. Las iglesias de Santa Comba de Bande y Santa María a Real son monumentos históricos. En Bande se localiza "La Ciudad", el campamento romano Aquis Querquennis, de la Vía Nova romana construida entre los siglos I y II. En la franja portuguesa destacan los castillos de Lindoso y Montealegre, construido durante el reinado de Afonso III.

### Economía
La agricultura ha sido históricamente el motor económico de la región. Ahora, sin embargo, prevalece el sector servicios, como el turismo, y la producción de carne.

## Legislación
La reserva de la biosfera acoge en su territorio espacios protegidos por otras medidas legislativas y de acción, como son:
- Zona de especial protección para las aves (ZEPA) "Baja Limia y Sierra del Jurés", de 31 287 ha.
- Zona especial de conservación (ZEC) "Baja Limia", de 33 920 ha.
- Parque natural "Baja Limia y Sierra del Jurés", de 29 345 ha.
- Parque nacional de Peneda Gerez.
- SIC Sierras de Peneda y Gerez.
- Reserva Biogenética Matas de Palheiros Albergaria.

## Galería

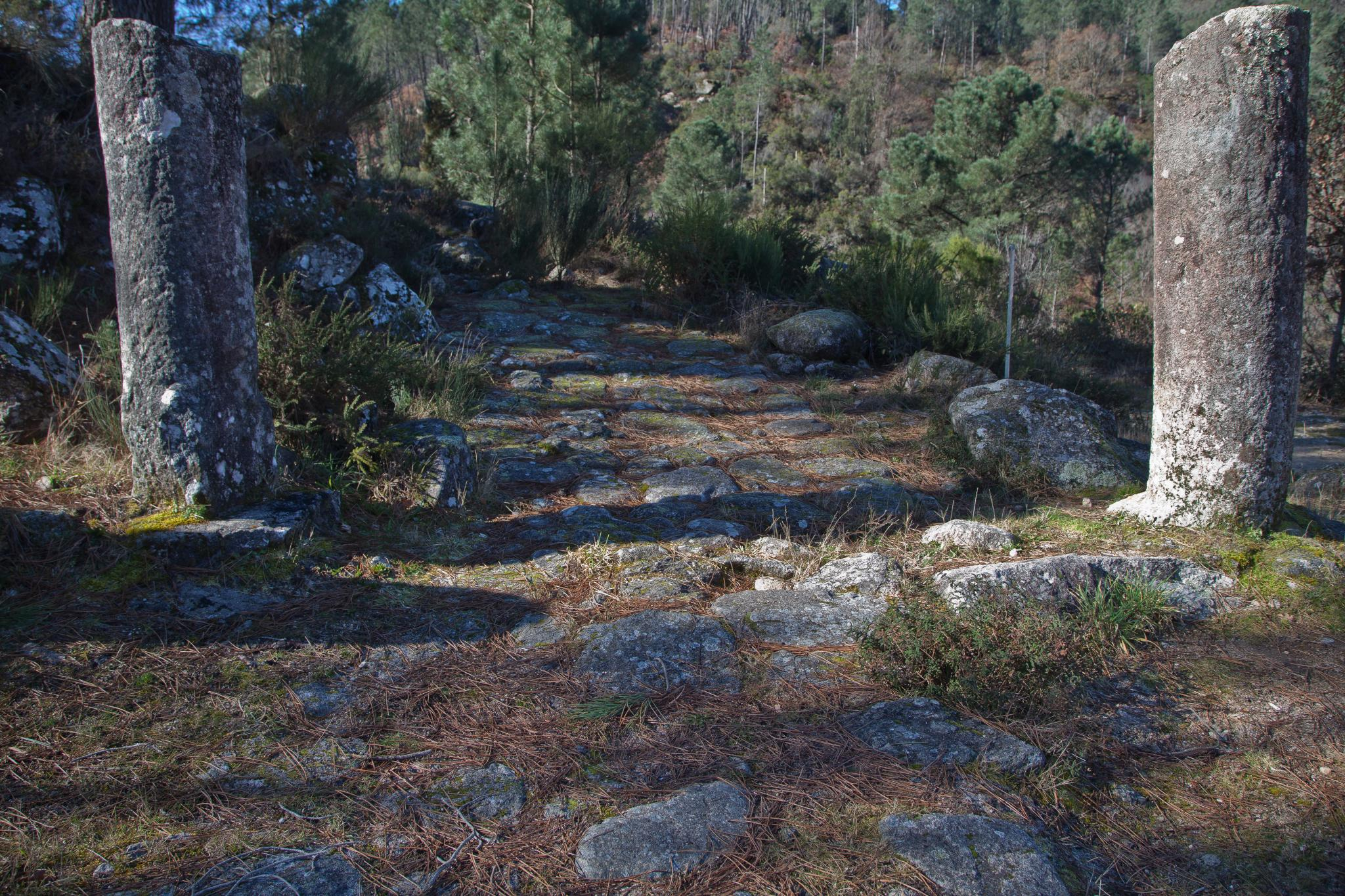
Miliarios en el Puente Nuevo del río Caldo, Lobios
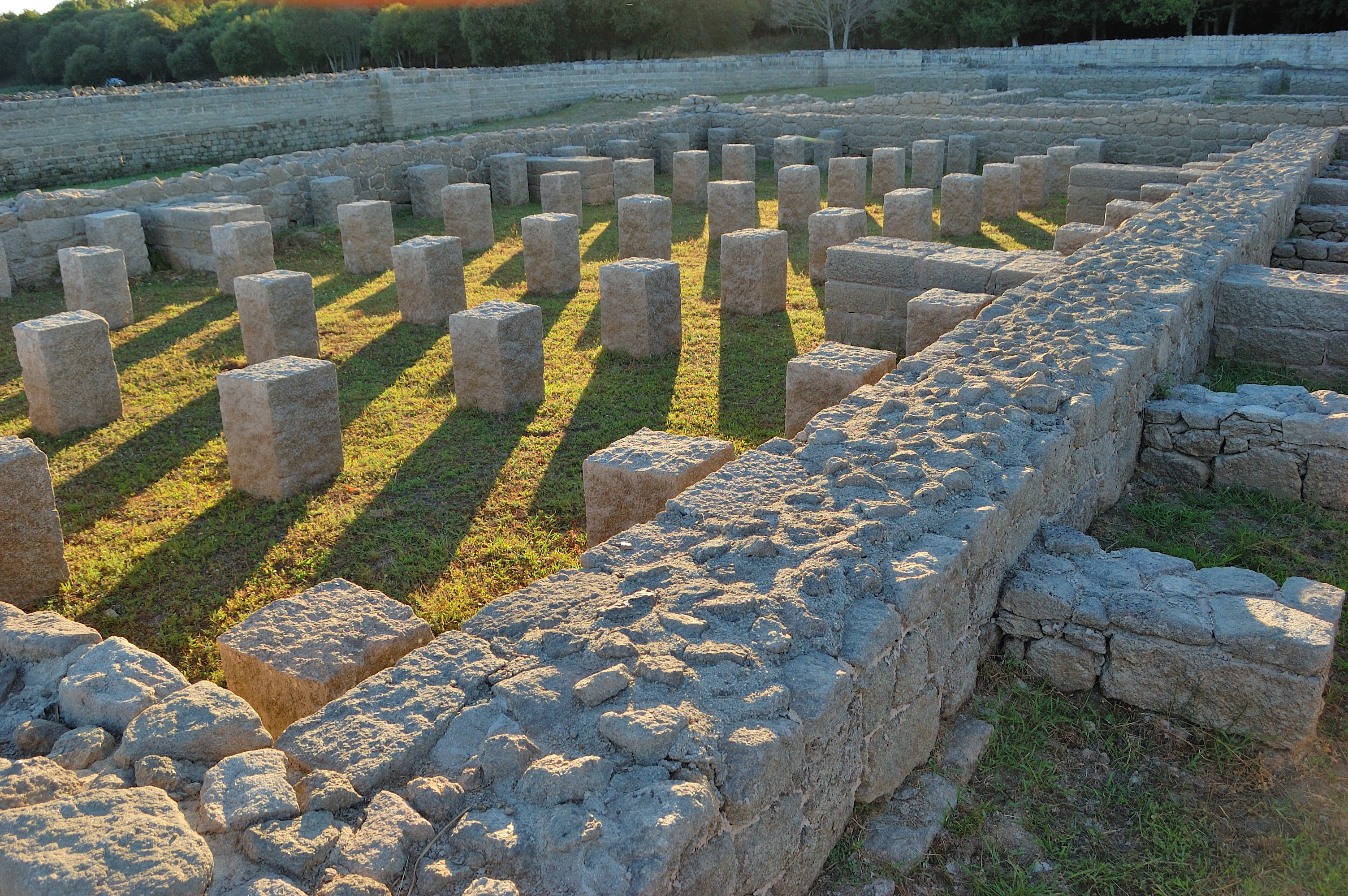
Campamento romano Aquis Querquennis en Bande.
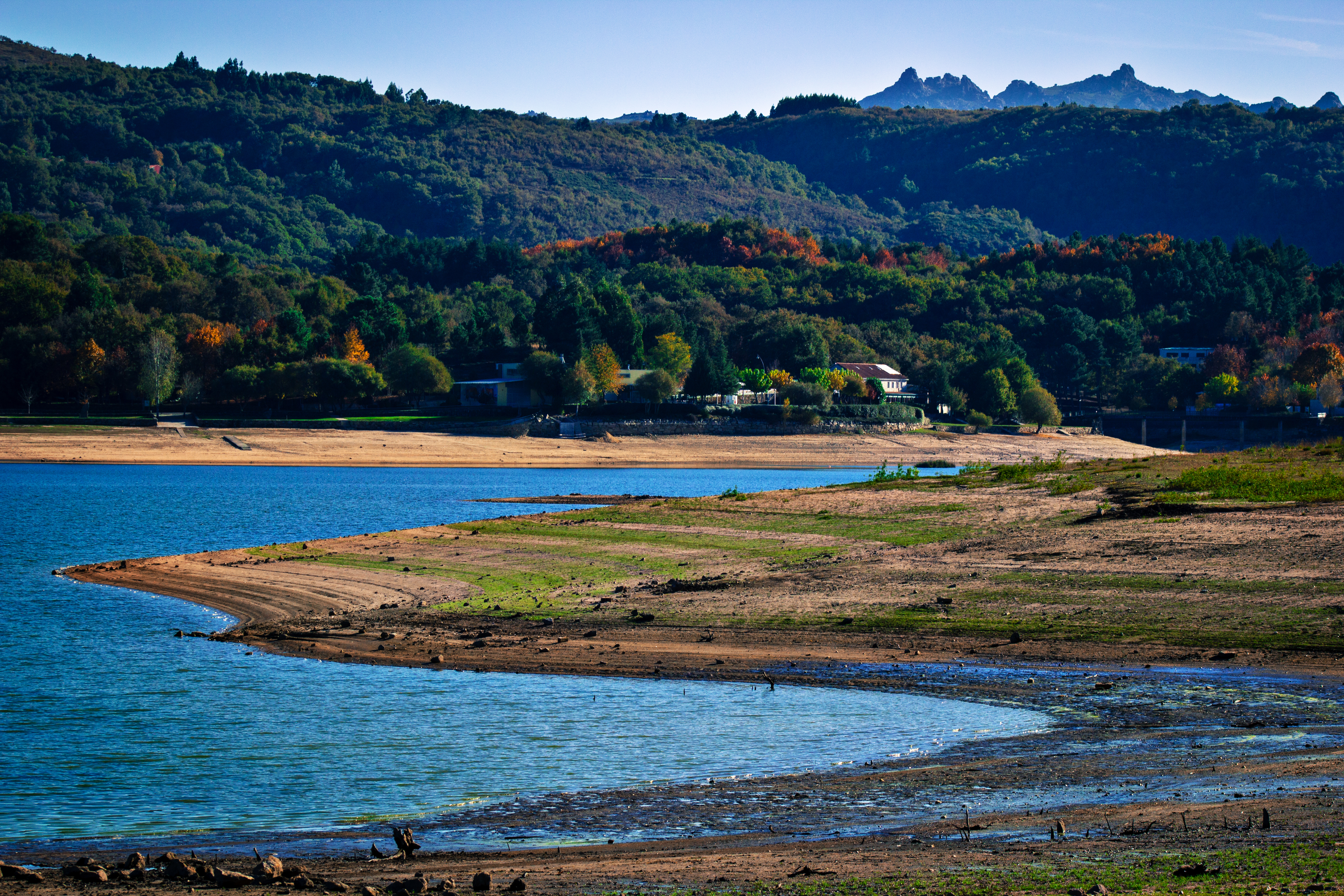
Embalse de las Conchas visto desde Porto Quintela en Bande.
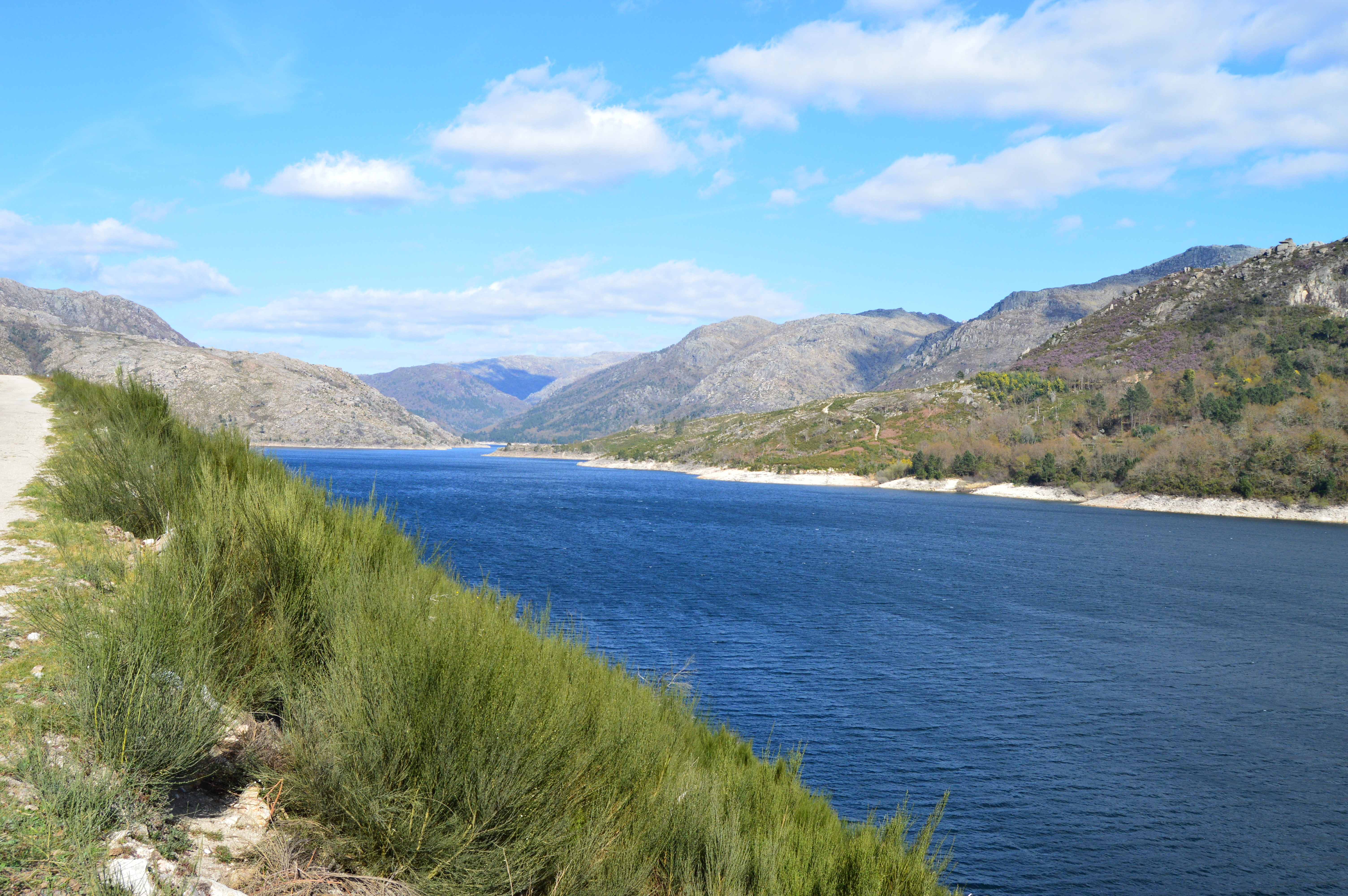
Vilarinho das Furnas.
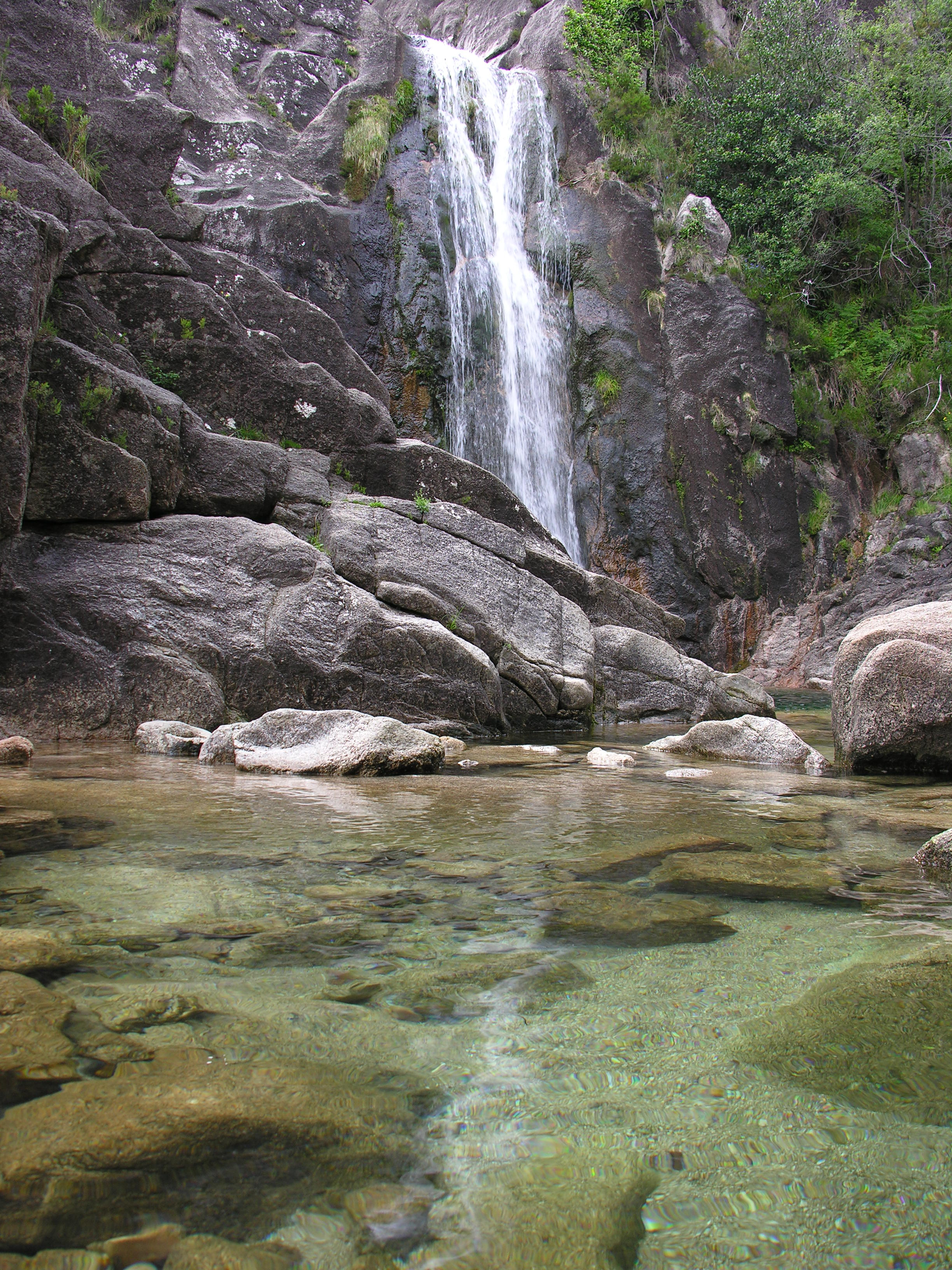
Cascada en Gerez.
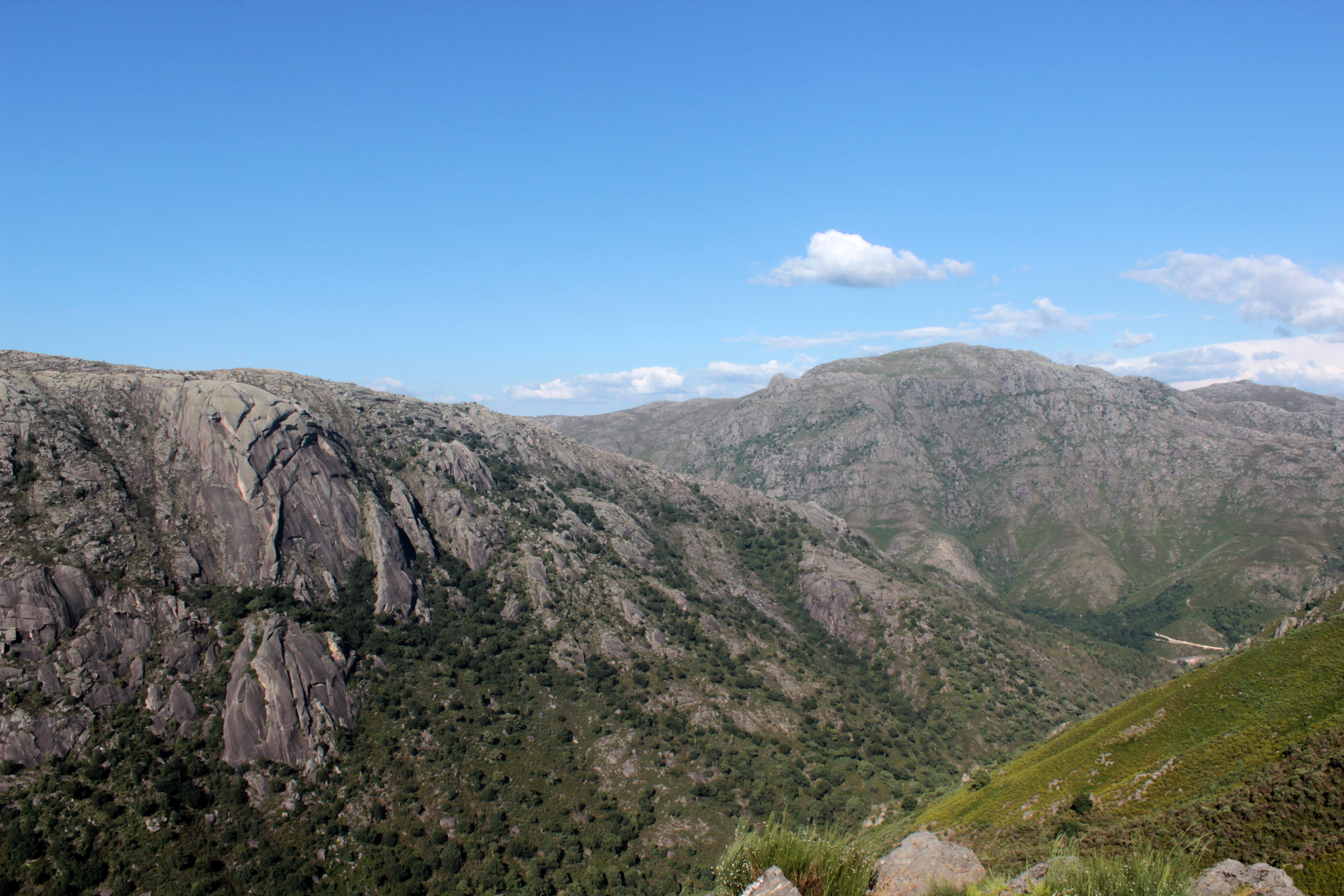
Cerca de Adrão, Arcos de Valdevez
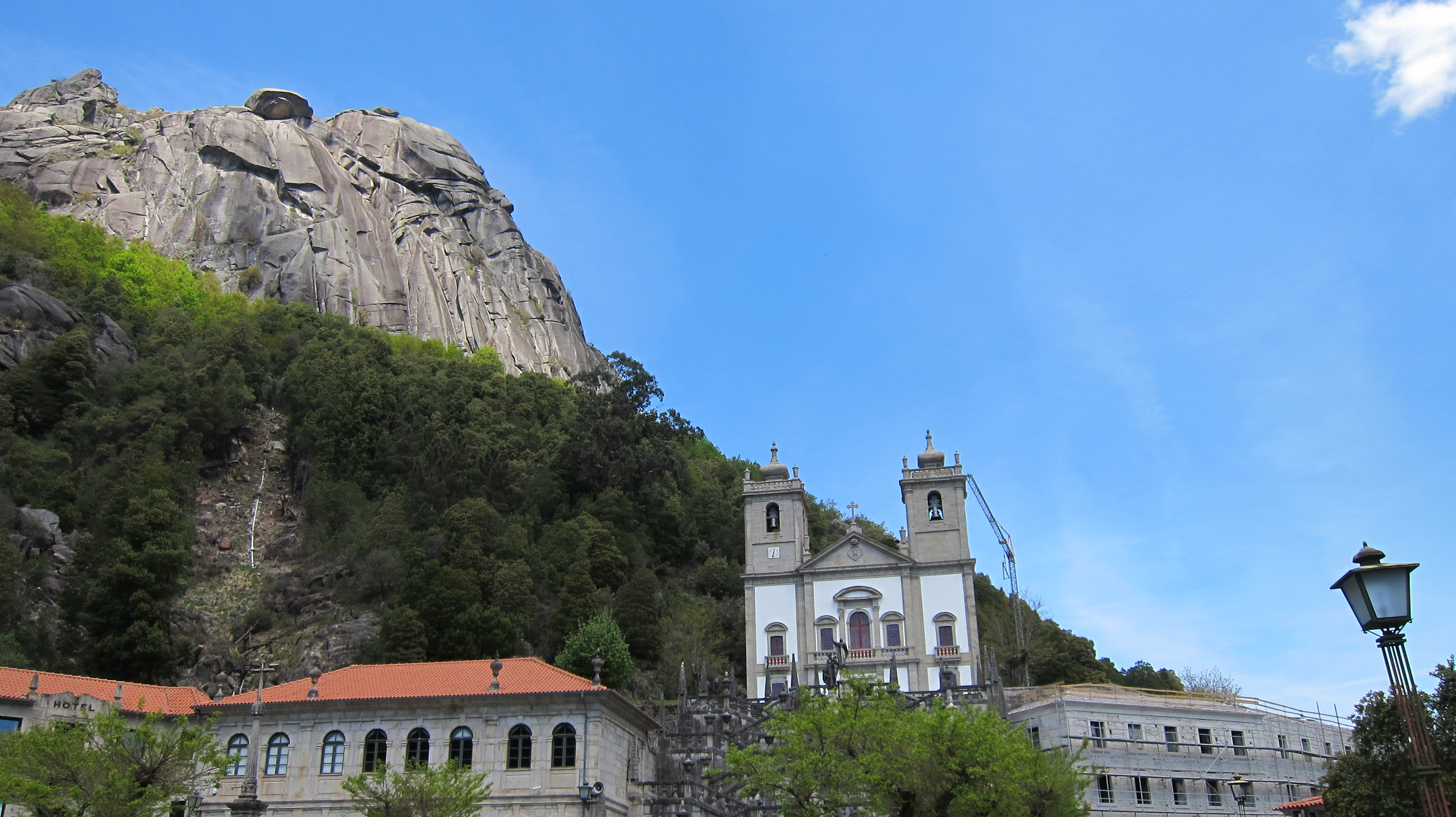
Santuario de Nosa Señora da Peneda, Arcos de Valdevez.
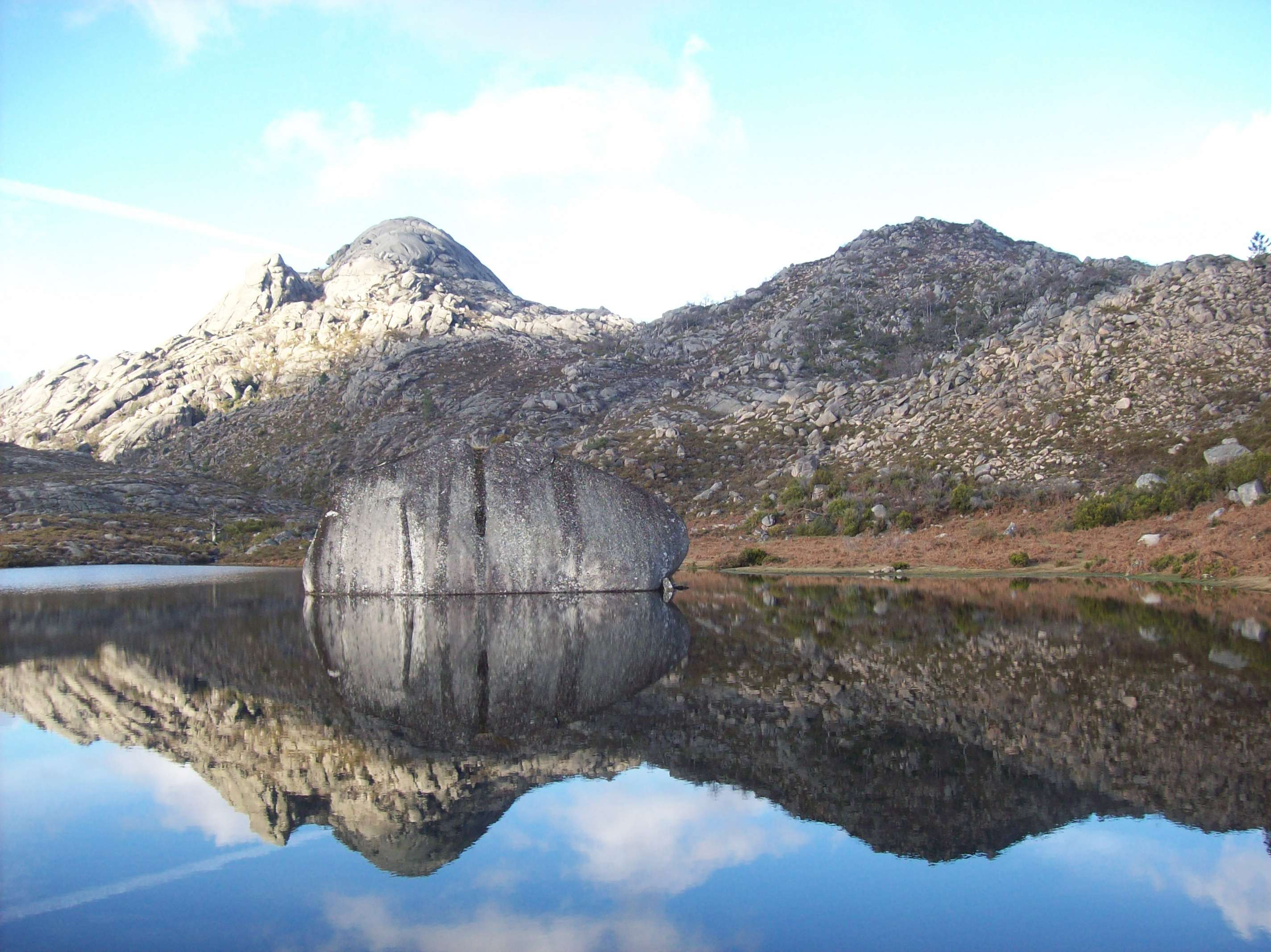
Lago de Peneda, Arcos de Valdevez.
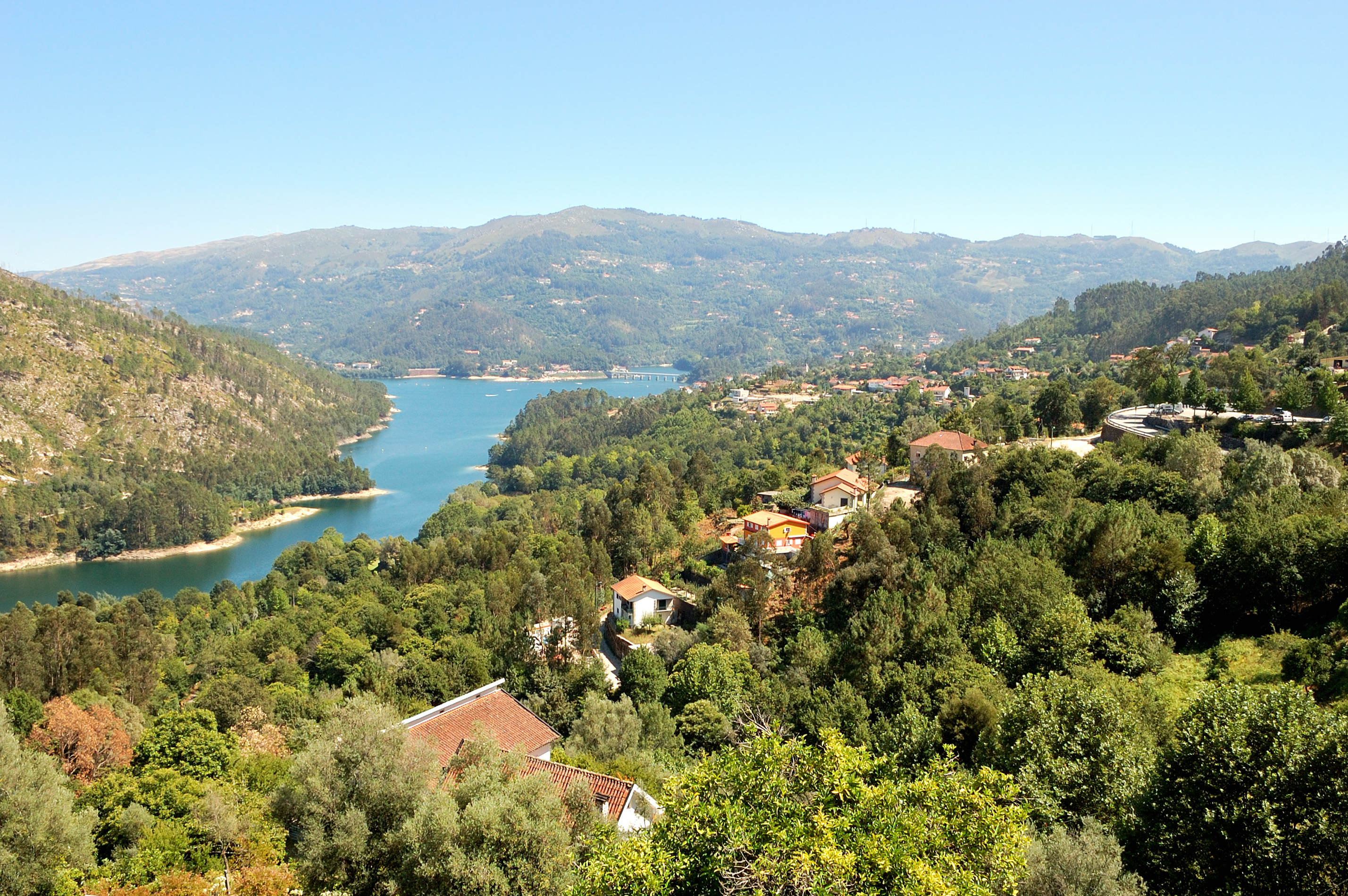
Río Caldo en Gerez, Terras de Bouro.
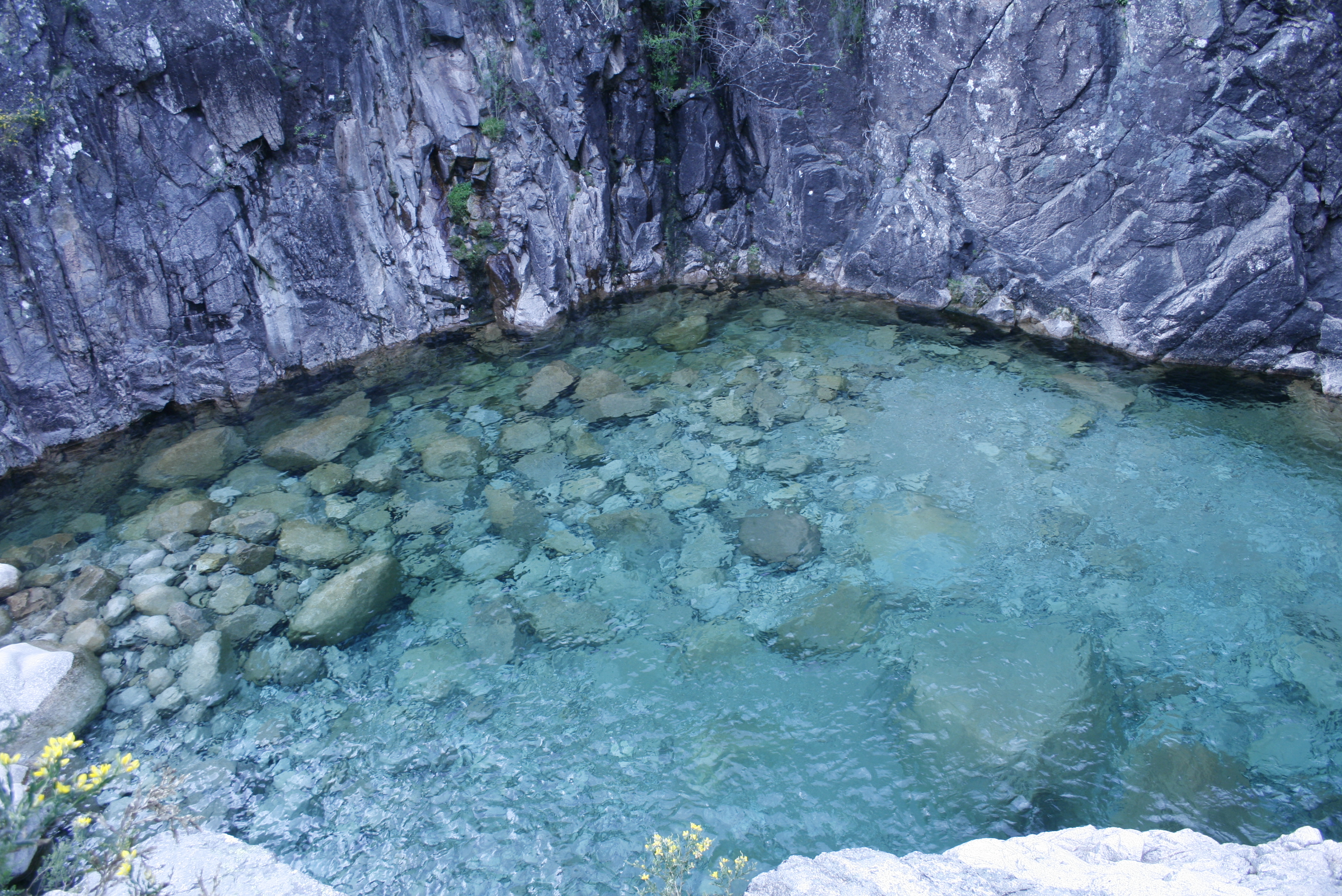
Cataratas en el río Caldo.
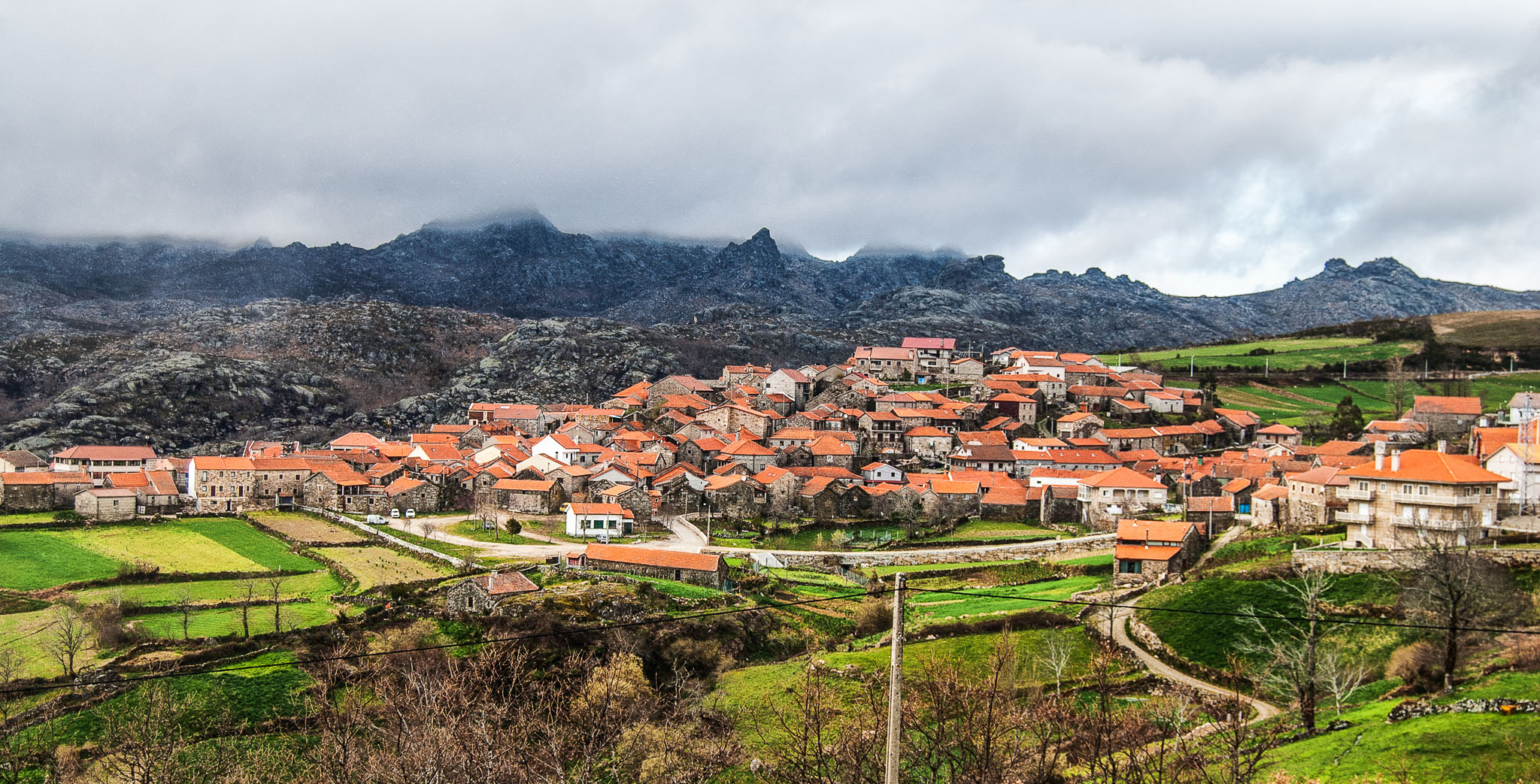
Pitões das Júnias, Montealegre.
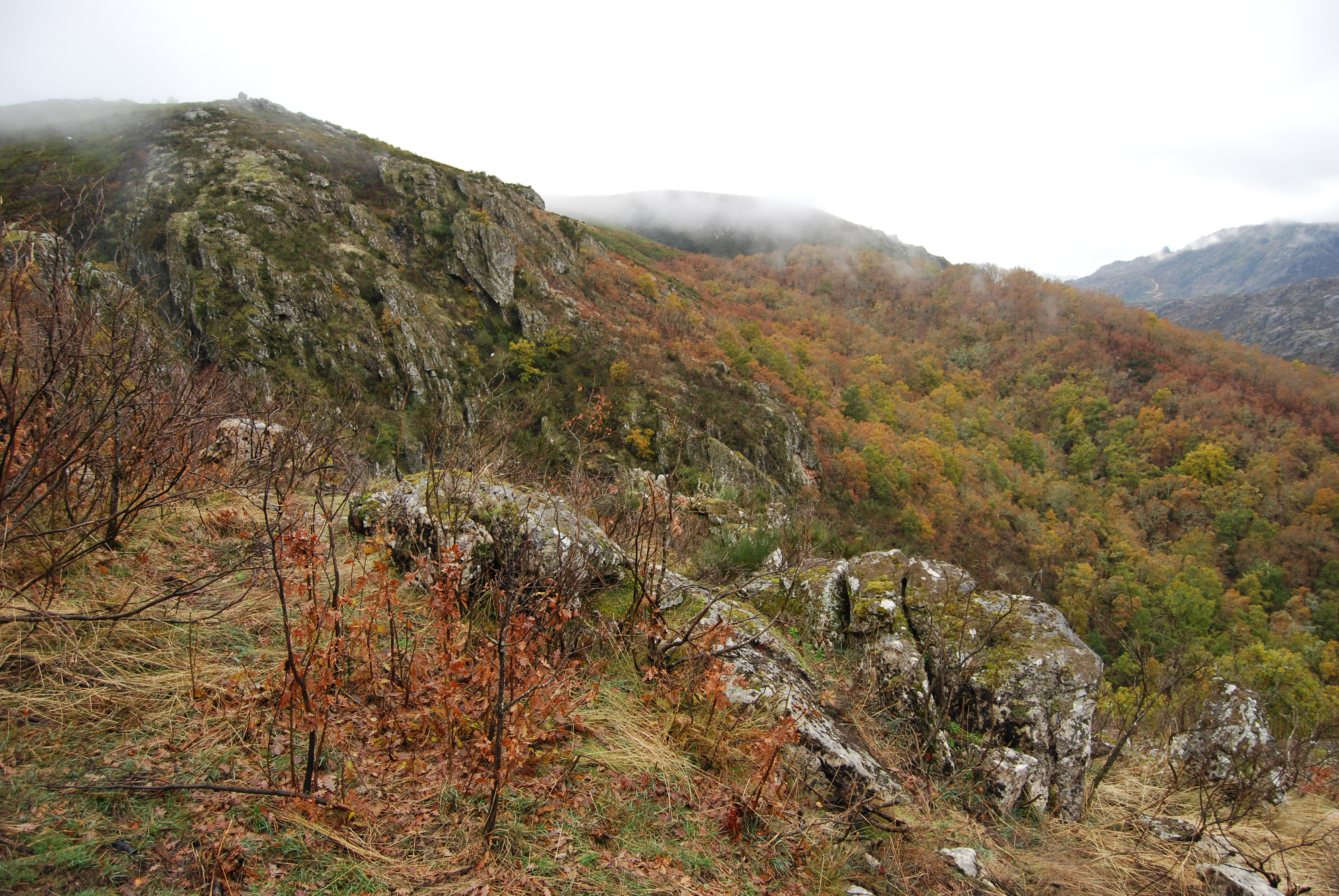
Pitões das Júnias, Montealegre.
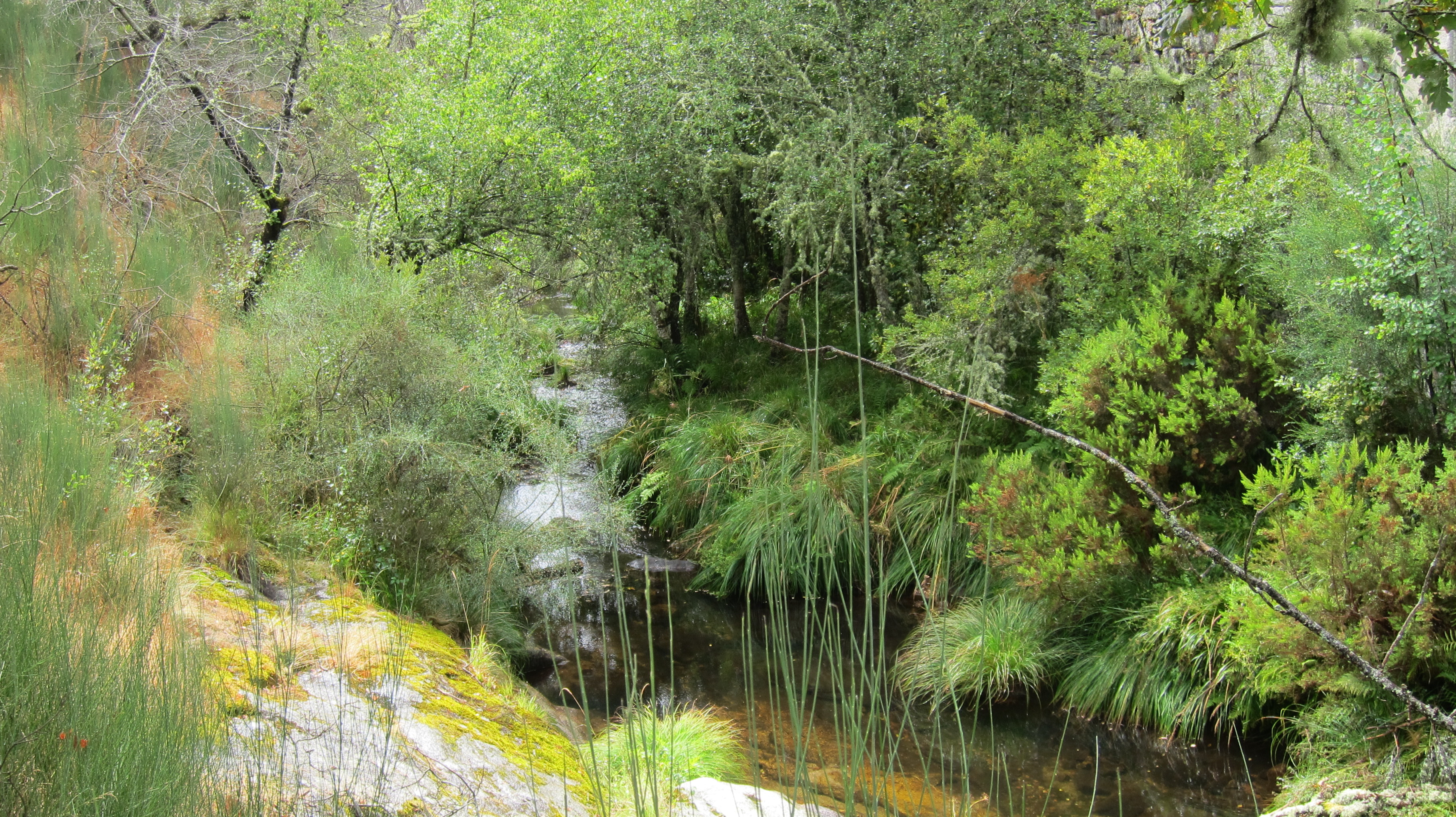
Pitões das Júnias, Montealegre.
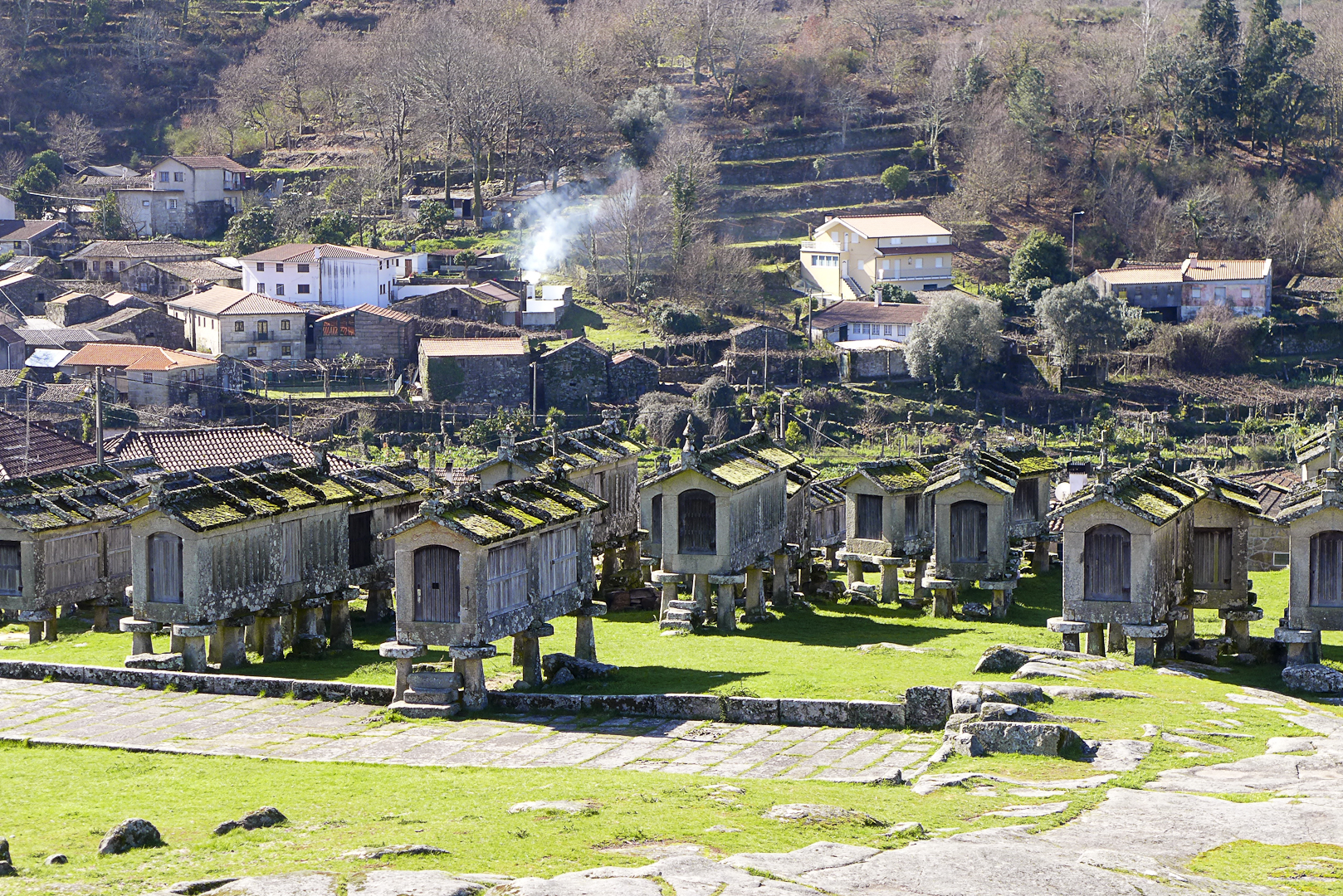
Hórreos en Castelo de Lindoso, Ponte da Barca.